# Guatteria dumetorum
Guatteria dumetorum este o specie de plante angiosperme din genul Guatteria, familia Annonaceae, descrisă de Robert Elias Fries. Conform Catalogue of Life specia Guatteria dumetorum nu are subspecii cunoscute.